# 경제부문
다음은 경제부문 또는 경제분야에 관한 내용이다.
경제 활동의 고전적인 분류 중 하나는 4가지 부문으로 구분된다.
- 1차: 옥수수, 석탄, 목재, 철과 같은 원자재의 회수 및 생산이 포함된다. 광부, 농부, 어부들은 모두 1차 산업에 종사하는 노동자이다.
- 2차: 철강에서 자동차로, 직물에서 의류로, 원자재 또는 중간 자재를 상품으로 변환하는 작업을 포함한다. 건축업자와 양장점은 2차 부문에서 일한다.
- 3차: 금융, 관광, 여행, 식당 등 소비자와 기업에 거치는 작업 등을 제공하는 일이 포함된다. 상점 주인과 회계사는 3차 부문에서 일한다.
- 4차: 보육, 정보, 문화, 의료 산업, 연예업 등 서비스 산업에 제공되는 산업을 뜻한다.

경제 이론은 경제 부문을 경제 산업으로 4분화한다.

## 소유권에 따라
경제는 다양한 계열에 따라서도 나눌 수 있다.
- 공공 부문
- 민간 부문

## 같이 보기
- 산업 분류
- 분업화
- 경제발전